# کوه شین
کوه شین (به انگلیسی: Mount Shinn)، یک کوه ۴۶۶۱ متری است که در ۶ کیلومتری کوه تایری در رشته‌کوه سنتینل قرار دارد. این کوه سومین قلهٔ بلند قاره جنوبگان است.